# Tour de Korea 2016
Die 17. Tour de Korea 2016 war ein koreanisches Straßenradrennen. Das Etappenrennen fand am 5. und am 12. Juni 2016 statt. Zudem gehörte das Radrennen zur UCI Asia Tour 2016 und dort in der Kategorie 2.1 eingestuft.

## Teilnehmende Mannschaften
| UCI Professional Continental Teams Team Novo Nordisk Drapac Professional Cycling              | ONE Pro Cycling                                                                             | Nippo-Vini Fantini                                                                                   |
| UCI Continental Teams Team Ukyo KSPO Aisan Racing Team Seoul Cycling Team Geumsan Insam Cello | Vino 4ever SKO Avanti Isowhey Sport LX - IIBS Cycling team HKSI Pro Cycling Team JLT Condor | 7 Eleven-Sava RBP Singha Infinite Cycling Team Korail Cycling Team Giant-Champion System Pro Cycling |
| Nationalmannschaften Südkorea                                                                 | Malaysia                                                                                    | |

## Wertungstrikots
| Etappe         | Etappensieger             | Gesamtwertung    | Punktewertung    | Bergwertung     | Nachwuchswertung | Teamwertung     |
| -------------- | ------------------------- | ---------------- | ---------------- | --------------- | ---------------- | --------------- |
| 1              | Jon Aberasturi            | Jon Aberasturi   | Jon Aberasturi   | Jang Kyung-gu   | Kim Ok-cheol     | Team Ukyo       |
| 2              | Chris Opie                | Jon Aberasturi   | Jon Aberasturi   | Hyeong Seok Kim | Kim Ok-cheol     | Team Ukyo       |
| 3              | Karol Domagalski          | Jon Aberasturi   | Chris Opie       | Jang Kyung-gu   | Kim Ok-cheol     | Team Ukyo       |
| 4              | Brenton Jones             | Brenton Jones    | Brenton Jones    | Jang Kyung-gu   | Jewgeni Giditsch | Team Ukyo       |
| 5              | Karol Domagalski          | Karol Domagalski | Brenton Jones    | Hyeong Min Choe | Jewgeni Giditsch | ONE Pro Cycling |
| 6              | Schandos Bischigitow      | Grega Bole       | Jewgeni Giditsch | Hyeong Min Choe | Jewgeni Giditsch | Vino 4ever SKO  |
| 7              | Kristian House Brad Evans | Grega Bole       | Brenton Jones    | Hyeong Min Choe | Jewgeni Giditsch | Vino 4ever SKO  |
| 8              | Brenton Jones             | Grega Bole       | Brenton Jones    | Hyeong Min Choe | Jewgeni Giditsch | Vino 4ever SKO  |
| Wertungssieger | Wertungssieger            | Grega Bole       | Brenton Jones    | Hyeong Min Choe | Jewgeni Giditsch | Vino 4ever SKO  |